# Reinhold Hanisch
Reinhold Hanisch (27. leden 1884 Mšeno nad Nisou – 2. únor 1937 Vídeň) byl rakouský malíř a obchodní partner mladého Adolfa Hitlera. Hanisch, který s Hitlerem bydlel ve Vídni v roce 1910, je kromě Augusta Kubiczka jeden z mála svědků jeho působení ve Vídni.

## Život
Základní školu navštěvoval v Čechách. Nechával se najímat jako dělník a sluha. V roce 1907 byl v Berlíně tři měsíce vězněn za krádež a v roce 1908 byl odsouzen k šesti měsícům vězení. Na podzim roku 1909 přicestoval do Vídně, kde byl zaměstnán jako sluha. Ve vídeňském Meidlingu, v útulku pro lidi bez domova, kde bydlel, se 21. prosince 1909 seznámil s Adolfem Hitlerem. V roce 1910 bydlel s Hitlerem v ubytovně na vídeňské Meldemannstraße. Zde Hitler maloval pohlednice a obrazy (převážně akvarely) a Hanisch se staral o jejich prodej.
Oba se rozešli poté, co Hitler obvinil Hanische z prodeje obrazu a ponechání si zisku pro sebe. Hanisch začal v rámci snahy o obnovení finančních příjmů rovněž malovat, a stal se Hitlerovým konkurentem.
Dne 5. srpna 1912 opustil Hanisch Vídeň a vrátil se do Jablonce. V letech 1914–1917 bojoval v první světové válce. Dne 7. června 1918 se Hanisch do Vídně vrátil se svou snoubenkou Franziskou Bisurek a po svatbě zde žili na Rauschergasse. V červenci 1923 byl vídeňským obvodním soudem odsouzen na tři měsíce vězení za krádež. V dubnu 1928 se rozvedl. Po roce 1930 se živil jako malíř a svá díla vydával za Hitlerova. Po nástupu Hitlera jako německého kancléře v roce 1933 poskytoval novinářům za úplatu životopisné informace o Hitlerovi.
V roce 1933 se Hitler dozvěděl o padělání svých obrazů Hanischem. Po několika měsících strávených ve vězení nicméně Hanisch v padělání pokračoval. Znovu zatčen byl v listopadu 1936 a 2. prosince byl odsouzen k vězení za podvod. Zemřel pravděpodobně v únoru 1937 ve vazbě.

## Výroky o Hitlerovi
Hanisch o Hitlerovi prohlásil, že měl nechuť k práci, a zpochybnil Hitlerovo tvrzení v Mein Kampf, že si ve Vídni vydělával peníze manuální prací. Rovněž zmínil, že Hitler dobře vycházel se židovskými spolubydlícími na ubytovně.